# Józef Kożdoń
Józef Kożdoń (śl. Jozef Kożdōń, czes. Josef Koždoň, niem. Josef Kozdon, ur. 8 września 1873 w Lesznej Górnej koło Cieszyna, zm. 7 grudnia 1949 w Opawie) – śląski polityk, założyciel i przywódca Śląskiej Partii Ludowej oraz współzałożyciel i sekretarz generalny Związku Ślązaków na Śląsku Cieszyńskim, zwolennik autonomii i niepodległości Śląska, ideolog narodu śląskiego. Działacz społeczny i samorządowy, poseł Śląskiego Sejmu Krajowego w Opawie w latach 1909–1918, ekspert delegacji czechosłowackiej na konferencji wersalskiej w roku 1919, członek śląskiej Krajowej Komisji Administracyjnej w Opawie w latach 1919–1927, burmistrz Czeskiego Cieszyna w latach 1923–1938, założyciel (1925) i prezes w latach 1940–1944 Śląskiego Banku Ludowego.

## Życiorys
Urodził się w ewangelickiej rodzinie chłopskiej. Z domu wyniósł znajomość cieszyńskiego dialektu języka śląskiego i języka niemieckiego. Ukończył niemiecką szkołę ludową w Lesznej Górnej, niemieckie gimnazjum realne w Cieszynie i niemieckie seminarium nauczycielskie w Cieszynie (1892), gdzie ukończył również kurs języka polskiego. W latach 1893–1898 pracował w niemieckiej szkole ludowej w Strumieniu, a od 1898 w utrakwistycznej, ewangelickiej szkole ludowej na Kępie w Skoczowie, której był kierownikiem od 1902. Był aktywnym członkiem śląskiego Krajowego Związku Nauczycieli w Opawie. Jako propagator oświaty zainicjował stworzenie polskiej czytelni publicznej w Strumieniu oraz współtworzył niemieckie Towarzystwo Czytelnicze (Leseverein) w Skoczowie.
Również od 1898 był mistrzem chóru niemieckiego Męskiego Towarzystwa Śpiewaczego w Skoczowie. W swej szkole ganił kolegów za zniemczanie nazwisk i przeciwstawiał się tendencjom germanizacyjnym, wskutek czego niemiecka, cieszyńska gazeta „Silesia” nazwała go „polskim agitatorem” i odtąd dla wielu „uchodził za Polaka”. Józef Kożdoń od 1905 zaczął głosić hasło „Śląsk dla Ślązaków”, ostro sprzeciwiając się wzrostowi wpływów polskich i czeskich wśród miejscowej ludności przez inteligencję, napływającą z Galicji i Moraw oraz jej miejscowych sojuszników. W 1907 wziął udział w kampanii wyborczej ugrupowania swego teścia, skoczowskiego burmistrza Karola Sohlicha – Niemieckiej Partii Postępowej, która w wyborach do austriackiej Rady Państwa konkurowała z Niemiecką Chrześcijańską Partią Ludową i Niemiecką Partią Socjalistyczną. Polscy historycy wnioskują, iż wskutek małżeństwa z Julią Sohlich, Kożdoń zmienił poglądy z propolskich na proniemieckie. W 1910 założył Komitet dla Utrzymania Czystości Dialektu Śląskiego, którego celem było oczyszczenie dialektu cieszyńskiego z germanizmów. Był zdecydowanym orędownikiem szkolnictwa utrakwistycznego (dwujęzycznego), więc równocześnie domagał się wprowadzenia języka niemieckiego w polskich szkołach ludowych np. w Górkach Wielkich oraz wprowadzenia języka polskiego w niemieckich szkołach realnych i gimnazjalnych np. w Cieszynie. Wypominał polskim narodowcom, że sami znają biegle język niemiecki, dzięki czemu mają zapewnione lukratywne posady oraz uczą własne dzieci tego języka, krytykując ich za blokowanie utrakwizacji polskich szkół ludowych i dążenie do zmiany szkół dwujęzykowych w polskie, co odbierało dzieciom śląskich chłopów możliwość nauki niemieckiego, a tym samym szansę społecznego awansu. Podkreślił to słowami: „Partia wszechpolska tylko chce, żeby dziecko biednego chłopa, pod ławką zrodzone, zawsze pod ławką zostało”, co polscy narodowcy skomentowali tekstem „Kożdoń znieważa chłopów”. Józef Kożdoń nigdy nie zmienił swych poglądów, twierdząc jednoznacznie „Niemcem nie jestem, wszakże nie jestem też i być nie chcę Polakiem”.

### Polityk w Austrii
Latem 1908 rozpoczął formowanie własnego ugrupowania Śląskiej Partii Ludowej, która w momencie rejestracji w styczniu 1909, liczyła około 2000 członków, skupionych w 30 grupach terenowych. Od lutego 1909 roku wydawała własny organ prasowy tygodnik „Ślązak” – redagowany kolejno przez Adolfa Hoffmana i Klaudiusza Koske, na którego łamach m.in. sam Kożdoń głosił, że Ślązacy stanowią odrębny naród. Kożdoń reklamował „Ślązaka” jako „najpoczytniejszą gazetę na Śląsku Wschodnim”. Polscy narodowcy ubolewali, że „Ślązak” był na ich terenie „najpoczytniejszą gazetą. Ludzie ją sobie po prostu rozrywali”. W tymże 1909 roku z ramienia swej partii Józef Kożdoń został posłem do Śląskiego Sejmu Krajowego w Opawie z bielsko-strumieńsko-skoczowskiego okręgu wyborczego – dostał więcej głosów niż przywódca polskiego ruchu na Śląsku Cieszyńskim, Józef Londzin. W okręgu cieszyńsko-jabłonkowsko-frysztackim zwyciężył zdecydowanie Franciszek Halfar, popierany zarówno przez stronnictwa Polaków, jak i „partię Ślązaków”, drugi mandat zdobył polski działacz narodowy Jan Michejda, który dzięki głosom elektorów czeskich pokonał kandydata ŚPL – Józefa Cichego. Trzeci kandydat ŚPL Edward Quasnitza zwyciężył w I turze w okręgu frydecko-ostrawsko-bogumińskim, eliminując kandydata polskiego Adamka i czeskiego agrariusza, dzięki czemu dotarł do wyborów ścisłych, w których uległ czeskiemu narodowcowi Janowi Poppe – burmistrzowi Polskiej Ostrawy (obecnie noszącej nazwę „Śląska Ostrawa” i będącej częścią Ostrawy). W Sejmie Kożdoń zasiadał w Wydziale Gospodarczym, Spraw Wojskowych i Publicznego Bezpieczeństwa, gdzie zaprzyjaźnił się z synem śląskiego hetmana krajowego hrabią Janem Larisch-Monnichem z Karwiny. W lipcu 1910 w Cieszynie wraz z Józefem Cichym i Pawłem Wanią założył zaplecze Śląskiej Partii Ludowej – Związek Ślązaków (Bund der Schlesier), pierwotnie pod nazwą Śląski Związek Ludowy „Nasza Ojczyzna” (Schlesischer Volksverband „Unsere Heimat”).
Kożdoń zwalczał liderów ruchu polskiego Jana Michejdę i Józefa Londzina, protestował także przeciwko przybywaniu polskich nauczycieli i robotników z Galicji na teren Śląska Cieszyńskiego, uważając, że odbierają autochtonom pracę. „Podobne stanowisko zajmował wobec Czechów. Oskarżano ich o czechizację Śląska Cieszyńskiego. Tak jak pismo występowało przeciw napływowym z Galicji, tak samo szerzyło niechęć do napływowych Czechów z Moraw i Czech”. Polscy badacze zwracają uwagę, że nie występował przeciwko niemieckim przybyszom. W 1910 na Śląsku Cieszyńskim zamieszkiwało ponad 57 tys. imigrantów z Galicji, ponad 25 tys. imigrantów z Czech i Moraw i zaledwie niespełna 2 tys. imigrantów z pozostałych krajów austriackich. Po wtóre zapominają, że przywódcy napływowych Czechów chcieli włączenia Śląska Austriackiego do Moraw (co ostatecznie w 1928 osiągnęli), przywódcy napływowych Polaków dążyli do włączenia Śląska Cieszyńskiego do Galicji, twierdząc nawet, że „Śląsk Cieszyński był zawsze administracyjną częścią Krakowskiego” natomiast napływowi Niemcy (m.in. Haase, Bukowski, Payer) nie tylko popierali utrzymanie samodzielnego i autonomicznego statusu kraju koronnego Śląsk, lecz również oficjalnie poparli powstanie i działalność broniącej tego statusu Śląskiej Partii Ludowej, które to poparcie (zwłaszcza ze strony Payera) polscy narodowcy Kożdoniowi częstokroć wypominali.
W skrócie jego poglądy można sprowadzić do hasła Śląsk dla Ślązaków według opinii polskich działaczy popierał akcję germanizacyjną na Śląsku (według innych źródeł bronił praw ludności do używania języka polskiego w szkołach i urzędach, ale nie podzielał teorii, że tam gdzie została polska mowa, ta ziemia jest polska, argumentując, że na pograniczu nie można stosować kryteriów językowych ani wyznaniowych).

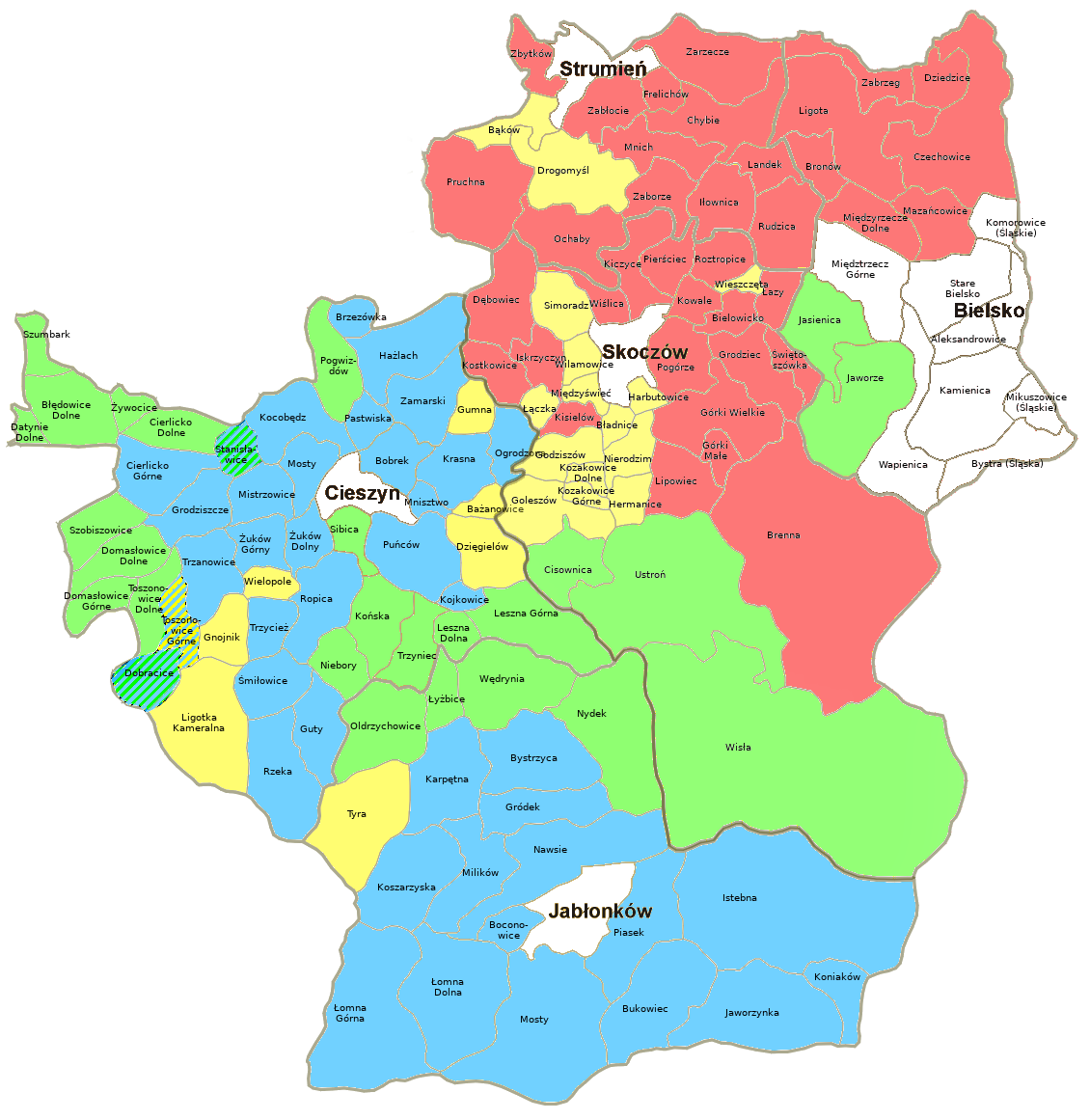
Powiaty wyborcze 13 i 14 w 1911 roku, kolorem żółtym zwycięstwo kandydata Józefa Kożdonia

W 1911 Śląska Partia Ludowa okazała się najsilniejszym ugrupowaniem na Śląsku Cieszyńskim, obejmując władzę w 39 gminach powiatów bielskiego i cieszyńskiego. W tym samym roku, z tych właśnie okręgów Józef Kożdoń kandydował na posła do Rady Państwa w Wiedniu. Jednak utracił sporo głosów na rzecz socjalistów (Chobota i Kunickiego), którzy dzięki m.in. nagłośnieniu związków Kożdonia ze śląską arystokracją, pokonali go nawet w niektórych gminach rządzonych przez jego partię. Nie bez znaczenia był również fakt wyłączenia z bielskiego okręgu wyborczego 8 gmin wokół Bielska, które poparły Kożdonia w wyborach sejmowych, a które w wyborach parlamentarnych przyłączono do jednego z okręgów wyborczych na Śląsku Opawskim (Powiat wyborczy nr 10). W efekcie mandaty w obydwu okręgach zdobyli kandydaci polskiego obozu narodowego (wspomniani wyżej Londzin i Michejda). Podczas I wojny światowej Kożdoń pozostał formalnie posłem, lecz Śląski Sejm Krajowy nie obradował, przyjął więc funkcję Komisarza Aprowizacyjnego gminy Skoczów, działając jednocześnie w Komitecie dla wsparć rodzin żołnierskich.
W 1914 partia liczyła około 1000 członków.

### Burzliwe lata 1918–1920
Po I wojnie światowej Kożdoń miał nadzieję na uzyskanie niezależności dla Śląska Austriackiego w ramach federacji państw austriackich. Gdy ta koncepcja upadła, opowiedział się za jego całkowitą niepodległością i połączeniem z postulowanym niepodległym państwem górnośląskim. W czesko-polskim konflikcie o dawne Księstwo Cieszyńskie opowiedział się po stronie Czechów. W grudniu 1918 Józef Kożdoń wraz z żoną Julią został porwany przez Polaków i osadzony w więzieniu w Krakowie, a jego żona w obozie Kraków-Dąbie. Kożdonia wypuszczono po miesiącu po interwencjach tutejszych polityków niemieckich i czeskich. Po tym incydencie przeniósł się do Morawskiej Ostrawy.
W czasie międzynarodowych rozmów o przyszłości Śląska postulował utworzenie niepodległego państwa, w którego skład miał wchodzić dawny Śląsk austriacki, teren Moraw oddzielający jego dwie części od siebie (okręg Morawskiej Ostrawy i Mistek z Koloradowem), Biała z okolicami – w przyszłości państwo to miało połączyć się z niepodległym państwem Górnego Śląska. Na konferencji wersalskiej „Memoriał w sprawie utworzenia Republiki Śląsk Wschodni – Cieszyn”, sporządzony przez Kożdonia oraz Richtera i Fuldę – liderów Delegacji Niemieckich Partii Śląska Wschodniego, przedstawił bielski radny Robert Piesch, wchodzący w skład delegacji austriackiej. Na miejscu, oprócz licznych memoriałów Kożdonia, Komisja otrzymała „Memoriał w sprawie Samostanowienia Kraju Cieszyńskiego” Edwarda Augusta Schrodera, którego autor popierał i argumentował tam niepodległościowe dążenia Kożdonia. Postulat ten znalazł poparcie wśród trzech członków Komisji Międzysojuszniczej: Dubois’a ze Stanów Zjednoczonych, Tissiego z Włoch i Coulsona z Wielkiej Brytanii, stanowczo jednak zaoponował przedstawiciel Francji Grenard. W tej sytuacji Kożdoń zaproponował, aby w plebiscycie śląskim dodać trzecią opcję wyboru – niepodległości, jednak i ten postulat nie znalazł poparcia. W efekcie Kożdoń nawiązał bliskie stosunki z czołowymi politykami czechosłowackimi: prezydentem Masarykiem, premierem Kramarzem i ministrem spraw zagranicznych Beneszem, którzy zapewnili go, że Śląsk w granicach Czechosłowacji zachowa autonomię polityczną, którą posiadał w monarchii Habsburgów, a Ślązacy otrzymają autonomię narodowościową. W Paryżu był jednym z ekspertów delegacji czechosłowackiej. Obalił tam argumenty etniczne strony polskiej, przekonując aliantów, iż Ślązacy stanowią czwartą odrębną narodowość na tym terenie. Storpedował plan podziału Śląska Cieszyńskiego na dziale wodnym pomiędzy Olzą i Wisłą, nie chcąc „za żadną cenę odstąpić Ustronia, Skoczowa i Strumienia”, gdzie miał najwięcej zwolenników. Przekonał polityków czechosłowackich do forsowania plebiscytu, twierdząc że jego zwolennicy to większość ludności Śląska Cieszyńskiego, w tym 9/10 ewangelików. Mimo oficjalnego poparcia dla Czechosłowacji, Kożdoń nie zrezygnował z opcji niepodległości i nawiązał bliską współpracę z liderem górnośląskich niepodległościowców Ewaldem Lataczem, kierującym niemal półmilionowym Związkiem Górnoślązaków-Bund der Oberschlesier.
W tym okresie obydwie organizacje utworzone przez Kożdonia przybrały masowy charakter. Śląska Partia Ludowa miała co najmniej kilkanaście tys. członków, a Związek Ślązaków 52 tys. członków. Z inspiracji Kożdonia we Frysztacie Paweł Bajtek założył jeszcze Śląską Partię Socjaldemokratyczną, rekrutującą się z lewicowych zwolenników narodowości śląskiej, głównie z Ustronia i Goleszowa, gdzie miała największe grupy terenowe. W organizowaniu jej rozrastających się struktur brał udział Karol Smyczek – osobisty sekretarz Kożdonia. Całkowitą ówczesną liczebność członków i sympatyków „ruchów ślązakowskich” szacuje się na ok. 100 tys. Zdecydowana większość z nich mieszkała na terenach administrowanych przez Polaków, a tu obowiązywał zakaz kolportażu „Ślązaka”, zaś członkowie tych organizacji według samego Kożdonia byli ofiarami zastraszania, pobić, podpaleń, demolowania ich lokali itp. Najbardziej narażeni na terror byli śląscy socjaldemokraci, w związku z czym Kożdoń porozumiał się z Emanuelem Chobotem – liderem Polskiej Partii Socjaldemokratycznej z siedzibą w Morawskiej Ostrawie, rywalizującej z Polską Partią Socjalistyczną z siedzibą w Cieszynie. W efekcie doszło do zjednoczenia ŚPSD i PPSD pod szyldem tej ostatniej. Polskie władze próbowały dokonać również rozłamu w samej Śląskiej Partii Ludowej. Próba wykreowania propolskiego Karola Sikory na lidera partii nie powiodła się, więc siłą zmuszono kilkunastu spośród znaczących działaczy do odbycia partyjnego zjazdu i wykluczenia Kożdonia z organizacji. Taki medialny pokaz podziałał na władze w Pradze, które sądząc, iż jest to realny rozłam „ruchu ślązkowskiego”, wycofały się z dążeń do plebiscytu. Nie pomogła wizyta Kożdonia w Pradze ani protest do alianckiej Komisji. Wbrew woli mieszkańców 15 lipca 1920 dokonano podziału Śląska Cieszyńskiego. Po stronie polskiej, gdzie pozostało około 80% struktur Śląskiej Partii Ludowej i Związku Ślązaków-Bund der Schlesier, działalność stronników Kożdonia uniemożliwiono.

### Okres międzywojenny
Od 1919 Kożdoń był członkiem Krajowej Komisji Administracyjnej dla Kraju Śląskiego z siedzibą w Opawie. Po podziale Śląska Cieszyńskiego osiadł w Czeskim Cieszynie. Wkrótce ustalił politykę wobec władz Czechosłowacji, od których domagał się poszanowania odrębności regionalnych, autonomii narodowościowej i urzędów dla Ślązaków. W styczniu 1921, stojąc na czele delegacji przedstawicieli Kraju Śląskiego, powołując się na przedplebiscytowe obietnice, próbował uzyskać od prezydenta Tomáša Masaryka autonomię dla czeskiego Śląska. Jednak Masaryk nie mając żadnych zobowiązań formalnych (plebiscyt się nie odbył) ze swych obietnic się wycofał. Kwestię autonomii narodowościowej władze potraktowały enigmatycznie. Podczas spisu ludności w miejsce postulowanej przez Kożdonia kategorii: narodowość śląska, pojawiły się trzy: Ślązak-Czechosłowak, Ślązak-Polak, Ślązak-Niemiec, a deklarujące się w ten sposób 47 tys. osób rozparcelowano pomiędzy trzy narodowości. W efekcie Związek Ślązaków-Bund der Schlesier, nie mogąc oficjalnie reprezentować mniejszości śląskiej, podzielił się na sekcje językowe: niemiecką, polską i czeską. Tę ostatnią wkrótce zlikwidowano, gdyż nie mogła otrzymywać dotacji dla mniejszości narodowych. Józef Kożdoń przystąpił do sekcji niemieckiej, jednak jako sekretarz generalny przewodził organizacji oficjalnie reprezentującej zarówno mniejszość polską, jak i niemiecką. Przystąpienie Kożdonia do sekcji niemieckiej, wynikało z faktu, że zgodnie z prawem, do którejś przystąpić musiał. Natomiast podczas kolejnego spisu powszechnego w 1930, gdzie narodowość śląską podzielono na kategorie: Ślązak-Czechosłowak, Ślązak-Czech, Ślązak, Ślązak-Polak, Ślązak-Niemiec i Ślązak-Słowak, sam Kożdoń zadeklarował się wyłącznie, jako „Ślonzok”. Z jego działalnością w kwestii odrębności narodowej Ślązaków w latach 30. korespondowała twórczość i działalność frydeckiego pisarza Erwina Goja (Óndra Łysohorsky), o którym Czesi napisali: „Ondra Lysohorsky, czyli Kożdoń na Parnasie”.
Na frakcje podzieliła się też sama Śląska Partia Ludowa. Frakcja proczeska z Karolem Smyczkiem i Karolem Pawlasem na czele dokonała secesji, stając się odrębną partią, współpracującą z czeskimi Agrariuszami. Frakcje proniemiecka i polskojęzyczna, współdziałały jedynie w niektórych gminach, a łączyła je osoba Józefa Kożdonia. Frakcja niemiecka pod wodzą Rudolfa Francusa i Waltera Harbicha skutecznie startowała w wyborach do powiatu cieszyńskiego. Natomiast frakcja polskojęzyczna w wyborach do praskiego parlamentu i brneńskiego Sejmu, wchodziła w skład szerokiej polskiej koalicji. Na czele delegacji, prowadzącej koalicyjne rozmowy, stał Kożdoń. Wspólnym hasłem wyborczym polskiej koalicji było: „Śląsk dla Ślązaków” w wyborach do parlamentu (1925), a pierwsze miejsce w wyborach do Sejmu (1928) zajął Gustaw Wałach ze Śląskiej Partii Ludowej. Mimo współpracy z Polakami, Józef Kożdoń nadal uważał się wyłącznie za Ślązaka. W 1929 odrzucił więc propozycję Stronnictwa Ludowego rozwiązania Śląskiej Partii Ludowej i przyłączenia się do obozu polskiego. Wcześniej odrzucił czeską propozycję opuszczenia Śląska i objęcia eksponowanego stanowiska w Pradze. W 1927 władze czechosłowackie po raz kolejny pogwałciły zapewnienia dane Ślązakom, postanawiając połączyć czeską część Śląska z Morawami. Natychmiast powstał Komitet Obrony Praw Śląska, pod wodzą burmistrza Opawy Ernsta Franza, który próbował przeciwdziałać wprowadzeniu w życie tej decyzji, m.in. przez kolportaż niemieckojęzycznej broszury Kożdonia „Prawo naszej śląskiej ojczyzny do administracyjnej niezależności”, w której przedstawiono nieracjonalność tej decyzji, opierając się na argumentach historycznych, społecznych i gospodarczych. Przeciwko ustanowieniu połączonego Kraju Śląsko-Morawskiego protestowały wspólnie Śląska Partia Ludowa, Związek Ślązaków oraz wszystkie organizacje polskie i niemieckie, jednak praskie władze zignorowały te protesty.

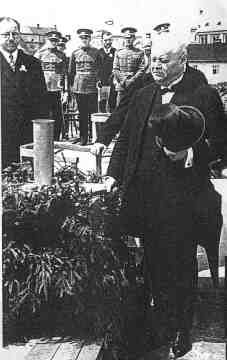
Józef Kożdoń – burmistrz Czeskiego Cieszyna podczas oficjalnej uroczystości

W 1938 Armia Czechosłowacka zdławiła rebelię Niemców sudeckich na Śląsku Opawskim. W efekcie III Rzesza upomniała się o tereny Czechosłowacji zamieszkane głównie przez ludność niemiecką, a Polska, korzystając z okazji o tzw. Zaolzie (zachodni Śląsk Cieszyński bez powiatu frydeckiego i miasta Ostrawa Śląska). Wówczas mocarstwa alianckie wysłały do Pragi swych przedstawicieli. W tej sytuacji 8 września Śląska Partia Ludowa, jako „reprezentacja narodowości śląskiej” wysłała memoriał do przedstawiciela Wielkiej Brytanii – lorda Waltera Runcimana, w którym przypominała o niedotrzymanej obietnicy plebiscytu w 1920. Powołując się na zaistniałe nowe warunki, domagała się od czwórki mocarstw alianckich przeprowadzenia plebiscytu w kwestii neutralizacji spornych terenów. Pismo, do którego dołączono pracę Kurta Witta „Die Teschener Frage”, sygnował m.in. czesko-cieszyński burmistrz Józef Kożdoń (prawdopodobnie autor memoriału) Jednak postulat „reprezentacji narodowości śląskiej” – jak się sami określili – pozostał bez echa.
W 1923, mimo braku akceptacji ze strony władz czeskich, które chciały Czecha na tym stanowisku, głosami Niemców, Ślązaków i Polaków (w proporcjach 15, 5 i 2, przeciw 13 głosom czeskim) został wybrany burmistrzem Czeskiego Cieszyna. Dzięki swym talentom organizacyjnym, Józef Kożdoń był bardzo dobrym burmistrzem, co przyznają czasami nawet jego przeciwnicy. Podczas jego rządów miasto rozwijało się błyskawicznie, wybudowano szpital, szkoły i przedszkola m.in. również szkołę polską, a przede wszystkim ogromną liczbę domów mieszkalnych m.in. szereg kamienic przy ulicy Akacjowej oraz osiedle domków jednorodzinnych Na Rozwoju. Obok kościoła katolickiego powstały trzy kościoły ewangelickie („Na Rozwoju“, „Na Niwach“, czeskobraterski na Frydeckiej) i synagoga oraz cmentarz komunalny. Postawiono także budynki administracyjne m.in. gmach urzędu powiatowego, a w 1929 Czeski Cieszyn otrzymał własny ratusz, przy którym w 1933 powstał nowy rynek. Miasto przecięła sieć nowych ulic (po podziale Cieszyna była tu praktycznie tylko jedna ulica Saska Kępa), powstała także miejska rzeźnia, znacznie rozrosła się infrastruktura handlowa i gastronomiczna. Burmistrz Kożdoń podczas wszelkich oficjalnych przemówień używał obok urzędowego języka czeskiego i niemieckiego – ojczystego dla większości mieszkańców, również języka polskiego, mimo iż Polacy nie stanowili w tym mieście ustawowych 20% mieszkańców, co gwarantowałoby im równouprawnienie językowe. Dzięki jego popularności zyskiwała cała Śląska Partia Ludowa, której poparcie w mieście wzrosło niemal trzykrotnie (1922 – 604 głosy i 5 radnych, 1931 – 1684 głosy i 12 radnych). Trzykrotnie w latach 1923, 1927 i 1931 był wybierany głosami Ślązaków, Niemców i Polaków przy sprzeciwie Czechów. Po raz czwarty został wybrany jednogłośnie we wrześniu 1938. Jednak miesiąc później, po przejęciu Zaolzia przez Wojsko Polskie, został usunięty z tej funkcji. 6 października władze zdelegalizowały wszystkie niepolskie organizacje na tym terenie, a więc także Śląską Partię Ludową i Związek Ślązaków. 
Wizerunek Kożdonia nie dla wszystkich był pozytywny czy choćby neutralny. Przez Polaków Kożdoń był postrzegany jako zdrajca i agent wpływu. Na przykład Maria Pilchówna pisząca w Zaraniu Śląskim tak go opisywała:

Oczywiście w czasach plebiscytu „prym” tutaj dzierżyli śląscy renegaci, za pieniądze niemieckie, czy czeskie. ... Pamiętam nazwisko zdrajcy Kożdonia i obóz „Ślązakowców” z ich organem, Nowym czasem, napadającym pod płaszczykiem wyznaniowym, jeszcze długi czas po wojnie na polskość. ... To był dobry chłop ten Kożdoń. ... Ten umiał żerować na ciasnocie narzuconej przez zaborców, na obojętności narodowej rodaków. Sprzedał Śląsk Czechom.

### Działalność w III Rzeszy
Po uwięzieniu, krótkim pobycie w Bielsku i Katowicach, gdzie korzystał z gościnności mniejszości niemieckiej (Volksbundu), powrocie do Cieszyna i kolejnych przesłuchaniach, w listopadzie 1938 roku Kożdoń przeniósł się na terytorium III Rzeszy, do Opawy. Wówczas bez wiedzy i zgody Kożdonia, lider frakcji proniemieckiej Śląskiej Partii Ludowej Walter Harbich nawiązał kontakt z byłym członkiem tej partii Paulem Lamatschem i wskutek jego pośrednictwa podporządkował zdelegalizowaną Śląską Partię Ludową Centralnej Placówce Ludności Niemieckiej (Volksdeutsche Mittelstelle), związanej z wydziałem narodowościowym agendy dywersji i wywiadu, podległej Reichsführerowi SS. Kożdoń miał nadzieję, że niemieckie panowanie na Śląsku będzie powrotem do czasów monarchii Habsburgów. Wrócił do Cieszyna „owacyjnie witany przez swoich zwolenników” dwa tygodnie po zajęciu miasta przez Wehrmacht. Oczekiwania Kożdonia na poparcie jego starań w sprawie samostanowienia Ślązaków nie zostały spełnione, a władze niemieckie wykorzystały go do swoich celów, głównie do poboru do wojska. Nie przywrócono mu stanowiska burmistrza, nie zalegalizowano Śląskiej Partii Ludowej, nie zezwolono na wydawanie prasy. Wprawdzie podczas policyjnego spisu ludności uwzględniono narodowość „ślązacką” (ograniczoną jednak do terenów Śląska Cieszyńskiego, włączonych bezpośrednio do Rzeszy, czyli bez powiatu frydeckiego i miasta Ostrawa Śląska, włączonych do Protektoratu Czech i Moraw), którą zadeklarowało 157 tys. osób, lecz dwa lata później wprowadzono volkslistę, zgodnie z którą wszyscy mieli zostać Niemcami. Kożdoń ignorował zakaz publicznego posługiwania się językiem „ślązackim”, publicznie krytykował „rozstrzelania ludności niewinnej”, zakaz używania języka polskiego w kościołach i inne przejawy polityki germanizacyjnej. Naziści nie chcieli stosować wobec niego żadnych represji, gdyż równałoby się to dla nich z klęską propagandową na tym terenie. We wrześniu 1943 z okazji 70. urodzin Kożdonia, za aprobatą Adolfa Hitlera (wymaganą w warunkach wojennych) urządzono huczną uroczystość, w czasie której nadano mu tytuł honorowego obywatela Cieszyna „za zasługi dla niemczyzny”. Tutejszy kreisleiter NSDAP Pannenborg w swym przemówieniu uznał go za „wzór niemieckiego bojownika”, a cieszyński starosta Kruger pochwalił za doskonałą znajomość miejscowych stosunków. Wbrew opinii nazistowskiego dygnitarza Kożdoń wykorzystywał swoją pozycję, by chronić przed nazistowskimi represjami swych dotychczasowych politycznych przeciwników. Pomógł nawet swemu adwersarzowi Władysławowi Zabawskiemu, który nie tylko oczerniał Kożdonia przez 30 lat na łamach „Dziennika Cieszyńskiego”, ale nawet pobił go z kompanami w kwietniu 1909, czym natychmiast pochwalił się w swej gazecie.

### Ostatnie lata życia

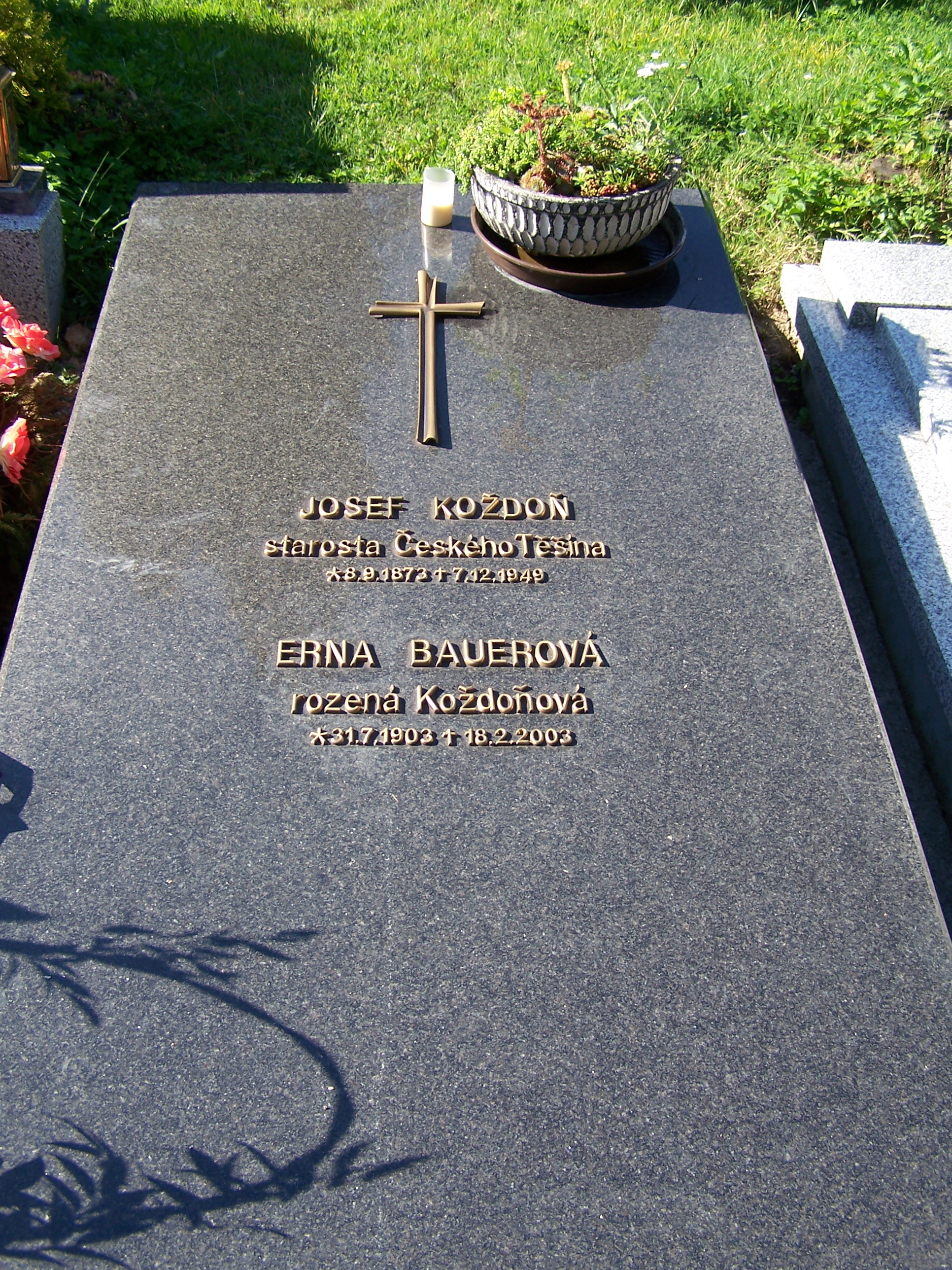
Symboliczny grób Józefa Kożdonia na cmentarzu w Czeskim Cieszynie

Pod koniec 1944, gdy Armia Czerwona zbliżała się do granic Śląska, Kożdoń wraz z rodziną został ewakuowany w głąb Rzeszy. Jednak w drodze uznał, że nie chce opuszczać Śląska. W Karlovych Varach rozstał się z żoną i udał się w drogę powrotną do Cieszyna, a tu wkrótce po wkroczeniu Armii Czerwonej został na kilka tygodni internowany. Po wojnie pozostał w Czechosłowacji i, dzięki pomocy polityków Czechosłowackiej Partii Narodowo-Socjalistycznej, uniknął oskarżeń o kolaborację. Władze Czechosłowacji odrzuciły również polski wniosek o jego ekstradycję. Fiaskiem zakończyła się również próba uprowadzenia Kożdonia do Polski, zaplanowana przez sztab zaolziański Wojska Polskiego. Po tym wydarzeniu 73-letni Kożdoń, pobity pałką i kamieniem, znowu przeniósł się do Opawy. Tam – na żądanie policji – napisał podanie o rehabilitację, do którego dołączył listę ok. 300 osób, którym pomógł w czasach nazistowskiego terroru. Na końcu podania zapytał „czym mógł więcej uczynić i kto więcej uczynił?”. Józef Kożdoń zmarł w 1949 na żółtaczkę nieżytową w opawskim hospicjum Marianum przy ulicy Roosevelta 45. Został pochowany 11 grudnia 1949 na głównym cmentarzu w Opawie. Jego symboliczny grób znajduje się również na cmentarzu komunalnym w Czeskim Cieszynie.